# Glock (empresa)
Glock (normalmente estilizada como GLOCK) é uma empresa austríaca fabricante de armas e materiais de cutelaria, que leva o nome de seu fundador, Gaston Glock.
As pistolas Glock são usadas por forças armadas e organizações de aplicação da lei em todo o mundo, incluindo a maioria das agências de aplicação da lei nos Estados Unidos. As pistolas Glock são populares em alguns países para proteção pessoal e tiro prático. A empresa patrocina uma equipe de tiro competitiva que viaja pelo mundo todo.
Atualmente, é o armamento padrão do exército austríaco, também usado pelo FBI, GIGN, US Navy Seals, além de ser adotado no Brasil pela Polícia Federal (PF) e Polícia Rodoviária Federal (PRF), Polícia Militar de São Paulo (PMESP), Polícia Militar do Rio de Janeiro (PMERJ), dentre outros.

## Produtos

### Pistolas

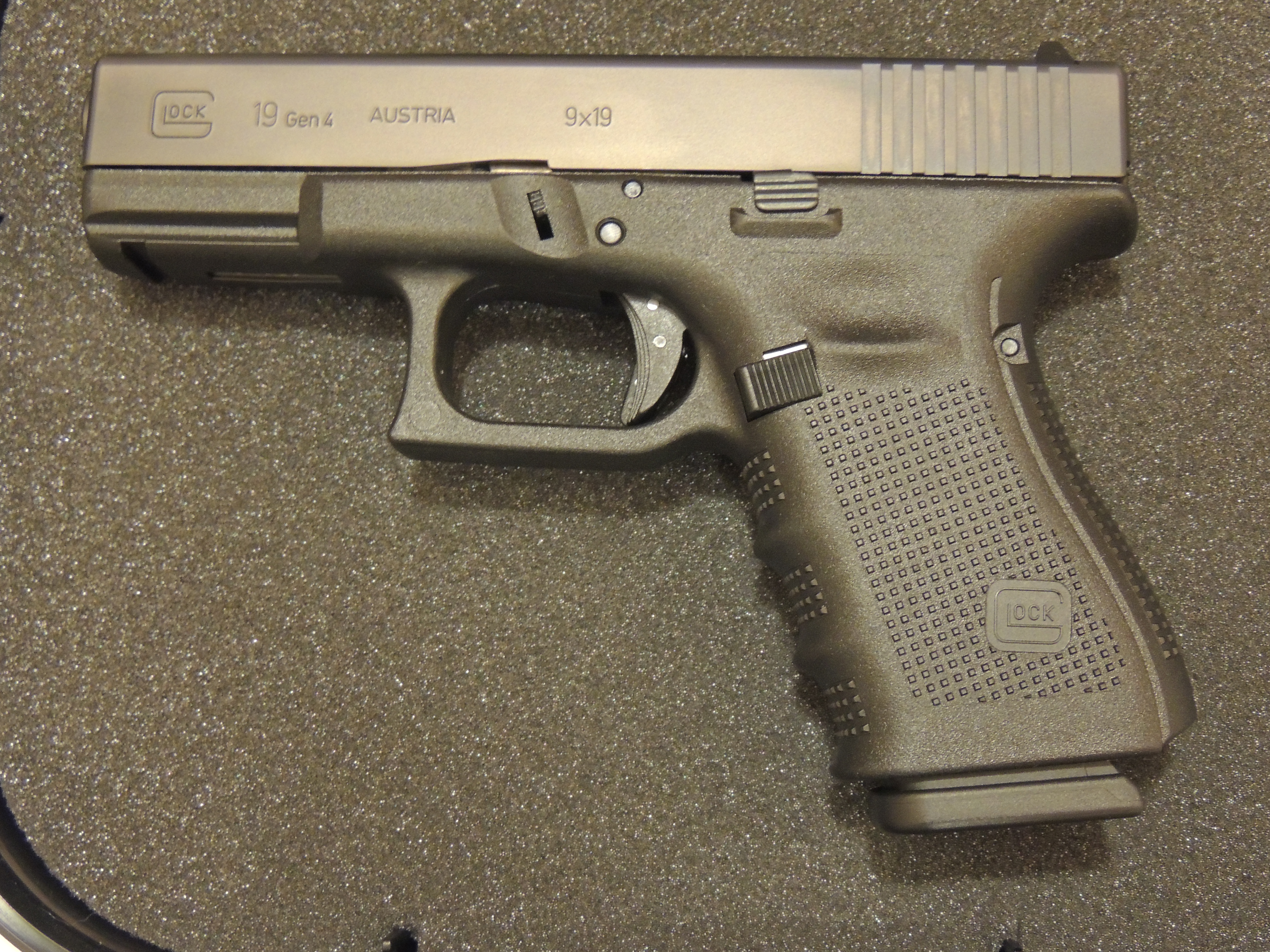
Glock G19 em calibre 9mm (9x19)

As pistolas Glock são armas secundárias comuns entre as agências de aplicação da lei e organizações militares em todo o mundo, e também são armas populares para defesa doméstica e porte oculto/ostensivo. Elas têm a reputação de serem altamente confiáveis, capazes de funcionar em condições extremas e disponíveis em uma ampla variedade de tipos de munição (9 mm, 10 mm, .40 S&W, .45 ACP, .45 GAP, .357 SIG, .380 ACP e .22 LR). Também estão disponíveis kits de conversão de terceiros para .400 Corbon, .40 Super e .50 GI. A simplicidade do design da Glock, bem como sua operação simples, contribui para sua confiabilidade, pois contém um número relativamente pequeno de componentes (quase metade do número de uma arma de fogo típica, cada um deles intercambiável, sem necessidade de ajuste manual), tornando a manutenção e o reparo mais fáceis e menos dispendiosos. Em dezembro de 2019, a Glock apresentou seu primeiro modelo de produção de pistola calibre .22, a Glock 44.
A armação de polímero as torna mais leves do que as pistolas com armação de aço ou alumínio, um recurso atraente para policiais e cidadãos que carregam armas de fogo por longos períodos de tempo. O gatilho é o único elemento operacional; todos os três dispositivos de segurança são desativados quando o gatilho é puxado e ativados automaticamente quando ele é liberado. As pistolas Glock não possuem controles de segurança manuais como os controles de segurança externos de outras marcas, geralmente na forma de uma alavanca ou botão. Os únicos controles externos além do gatilho são a alavanca de parada da corrediça, a trava do carregador e o detentor da corrediça para desmontagem. Isso aumenta a simplicidade de uso e elimina uma possível fonte de erro ao operar a pistola sob estresse. A maioria dos componentes de aço em uma pistola Glock é tratada com um processo de nitretação chamado Tenifer, que endurece a superfície e torna a pistola resistente à corrosão e ao desgaste.
Embora a Heckler & Koch VP70 tenha sido a primeira pistola com estrutura de polímero e anteceda a Glock 17 em 12 anos, a popularidade das pistolas Glock inspirou outros fabricantes a iniciar a produção de armas de fogo semelhantes com estrutura de polímero, incluindo as pistolas Walther P99, Smith & Wesson Sigma, HS2000 (Springfield Armory XD), Steyr M, Taurus PT 24/7, Caracal, FN Herstal FNP e Ruger SR9.
Além de suas pistolas semiautomáticas, a Glock também produz uma pistola de disparo seletivo, a Glock 18, que tem modo semiautomático e totalmente automático. Esse modelo geralmente está disponível apenas para organizações militares ou de aplicação da lei e os detalhes de sua produção são obscuros. Existem kits de conversão para que outras Glocks sejam disparadas no modo totalmente automático, mas eles são de terceiros e são especificamente marcados como dispositivos do Título 2 pelo Agência de Álcool, Tabaco, Armas de Fogo e Explosivos dos Estados Unidos (ATF), o que restringe sua compra e posse a revendedores licenciados com ATF 3 nos EUA.

### Outros produtos
Além de pistolas, a Glock também fabrica facas e ferramenta de entrincheiramento (pá de campo), que permite a abertura de valas.

## No Brasil
A empresa já considerou a construção de uma fábrica algumas vezes no Brasil, “Mas o lobby da Taurus não deixa o projeto andar”, segundo Luiz Antônio Horta, o então presidente da Glock na América Latina.
Desde 2003, a Polícia Federal (PF) adota pistolas Glock 9mm, tendo adotado a marca como padrão em 2007.
Em 2019, o estado de São Paulo anunciou a aquisição de 40 mil modelos Glock .40, a Taurus não participou do processo de licitação por responder a processos administrativos e judiciais em São Paulo e outros estados por falhas em pistolas e submetralhadoras. Além de São Paulo, diversos estados passaram a adquirir pistolas da Glock, motivadas principalmente por problemas frequentes com as armas da Taurus.
Atualmente, as fabricantes nacionais de armas e coletes pressionam o Governo Lula a revogar atos do Governo Bolsonaro que permitiram a quebra do monopólio e a entrada de empresas estrangeiras do setor no país.

## Segurança
As pistolas Glock utilizam uma ação do tipo safe action (ação segura), patenteado pela Glock, que se caracteriza por um conjunto de 3 travas automaticamente liberadas quando do acionamento do gatilho, permitindo, assim, o disparo. Não se trata nem de ação simples, tampouco de ação dupla. É um sistema próprio da Glock baseado nos sistemas de percussor pré-engatilhado.
Essa pistola não possui travas externas, sendo esse um dos motivos pelos quais pessoas que não conhecem essa arma a considerem como não segura.
A primeira trava encontra-se no próprio gatilho. trata-se de uma lingueta que só permite o curso do gatilho quando este é pressionado pelo dedo do atirador no momento do disparo. A segunda trava é a do percutor (firepin). O percutor só é liberado após o acionamento do gatilho, permitindo, assim, o disparo. A terceira trava evita o disparo acidental por queda do armamento. Ao contrário do que muitos pensam, a Glock, quando está com munição na câmara, não está "engatilhada". O acionamento do gatilho termina de empurrar o percutor para trás, armando o mecanismo, que só é liberado no final do curso do gatilho. Assim, a Glock, mesmo com munição na câmara, não pode efetuar disparos acidentais, pois o mecanismo de disparo só é "engatilhado", no final do curso do gatilho. Por isso a Glock é considerada uma das armas mais seguras e mais indicadas para o uso policial.

## Calibres
|                                    | Standard | Compact | Subcompact | Tactical | Competition | Slimline |
| ---------------------------------- | -------- | ------- | ---------- | -------- | ----------- | -------- |
| 9mm Luger                          | 17*      | 19*     | 26         | 34       | 17L         | 43       |
| .40 S&W                            | 22*      | 23*     | 27         | 35       | 24          | ~        |
| .357 SIG                           | 31*      | 32*     | 33         | ~        | ~           | ~        |
| .380 ACP                           | ~        | 25      | 28         | ~        | ~           | 42       |
| 10mm Auto                          | 20*      | ~       | 29         | ~        | ~           | ~        |
| .45 ACP                            | 21*      | ~       | 30         | ~        | ~           | 36       |
| .45 GAP                            | 37       | 38      | 39         | ~        | ~           | ~        |
| * Também existem C - Compensadores |          |         |            |          |             |          |
| ~ Não existe nessa combinação      |          |         |            |          |             |          |